# Acervo do Centro para a Preservação da Arte, da Cultura e da Ciência Indígena
O acervo do Museu do Índio, ou acervo do Centro de Preservação da Arte Indígena (CPAI), é uma coleção de arte ancestral constituída em 1991, composta de cerâmica e artefatos de povos nativos da Amazônia, que inicialmente estava sob salvaguarda do município brasileiro de Santarém (estado do Pará). Em 1997 foi tombado como patrimônio histórico do estado do Pará.
Atualmente, devido problemas estruturais em Santarém o acervo  Belém do Pará, salvaguardado no Museu do Estado do Pará,
Dentre os objetos, estão adornos; artefatos de madeira; bancos; bonecas; cocares; cordões; estatuetas; instrumentos musicais, de caça e de pesca, de transporte e de trabalho; máscaras; peças de cerâmica; trançados de palha; e utensílios domésticos.

## Histórico
Inicialmente, o acervo pertencia ao "Centro para a Preservação da Arte, da Cultura e, da Ciência Indígena" também conhecido como projeto Museu do Índio, foi constituído em 1991 e funcionava na Vila de Alter do Chão, é uma coleção composta por cerca de 1 500 peças de cerâmica e artefatos de setenta povos nativos da Amazônia (este chegou a conter quatro mil itens). O projeto foi criado pelo historiador estadunidense Davi Richarson e por Maria Antonina de Lima, sua esposa e indígena da região. Até o ano de 2001 o espaço em Santarém foi referência para visitação de turistas e realização de pesquisas.
Então o espaço ficou abandonado por algum tempo e, por sua importância, o acervo foi transferido por via legal para a salvaguarda do Sistema Integrado de Museus e da Secretaria Estadual de Cultura (SIMM/Secult), guardado no Museu do Estado do Pará localizado na cidade de Belém; onde passou por inventário e identificação por etnia, higienização,⁣ registro fotográfico e, acondicionamento.
Após anos de fechamento do centro CPAI, o acervo está em processo legal à ser devolvido para a prefeitura de Santarém, a partir de uma ação judicial feita por: Secretaria Estadual de Cultura, Centro Regional de Governo, Instituto Histórico e Geográfico do Tapajós (IGTAP), Secretaria Municipal de Cultura e, procurador público do acervo.

## Tombamento
O Acervo do Centro para a Preservação da Arte, da Cultura e da Ciência Indígena foi tombado como patrimônio histórico em nível estadual pelo Departamento de Patrimônio Histórico Artístico e Cultural do Pará (DPHAC/Secult), setor da Secretaria de Cultura do Estado do Pará, em 1997.

## Saber tradicional
O saber tradicional é um produto histórico resultado do modo de vida de uma comunidade tradicional e o relacionamento com a biodiversidade que está inserida (intelecto coletivo ou intelecto cultural). Este saber se reconstrói na transmissão entre as gerações e, que geralmente é feita por via oral, possui uma vísivel e imediata aplicação prática na sociedade.